# Borgo Tossignano
Borgo Tossignano (Borg Tusgnàn in romagnolo) è un comune italiano di 3 245 abitanti della città metropolitana di Bologna in Emilia-Romagna, appartenente alla regione storica della Romagna.
È composto da due centri abitati: Tossignano, situato su un crinale e il relativo borgo, a valle. Il borgo è stato per secoli a servizio di Tossignano. Dopo la distruzione di quest'ultimo nella seconda guerra mondiale, il rapporto si è capovolto; oggi le istituzioni hanno sede nel borgo. Il territorio comunale include una parte del Parco regionale della Vena del Gesso Romagnola, patrimonio UNESCO componente del sito "Carsismo nelle evaporiti e grotte dell'Appennino settentrionale".

## Storia

### XX secolo

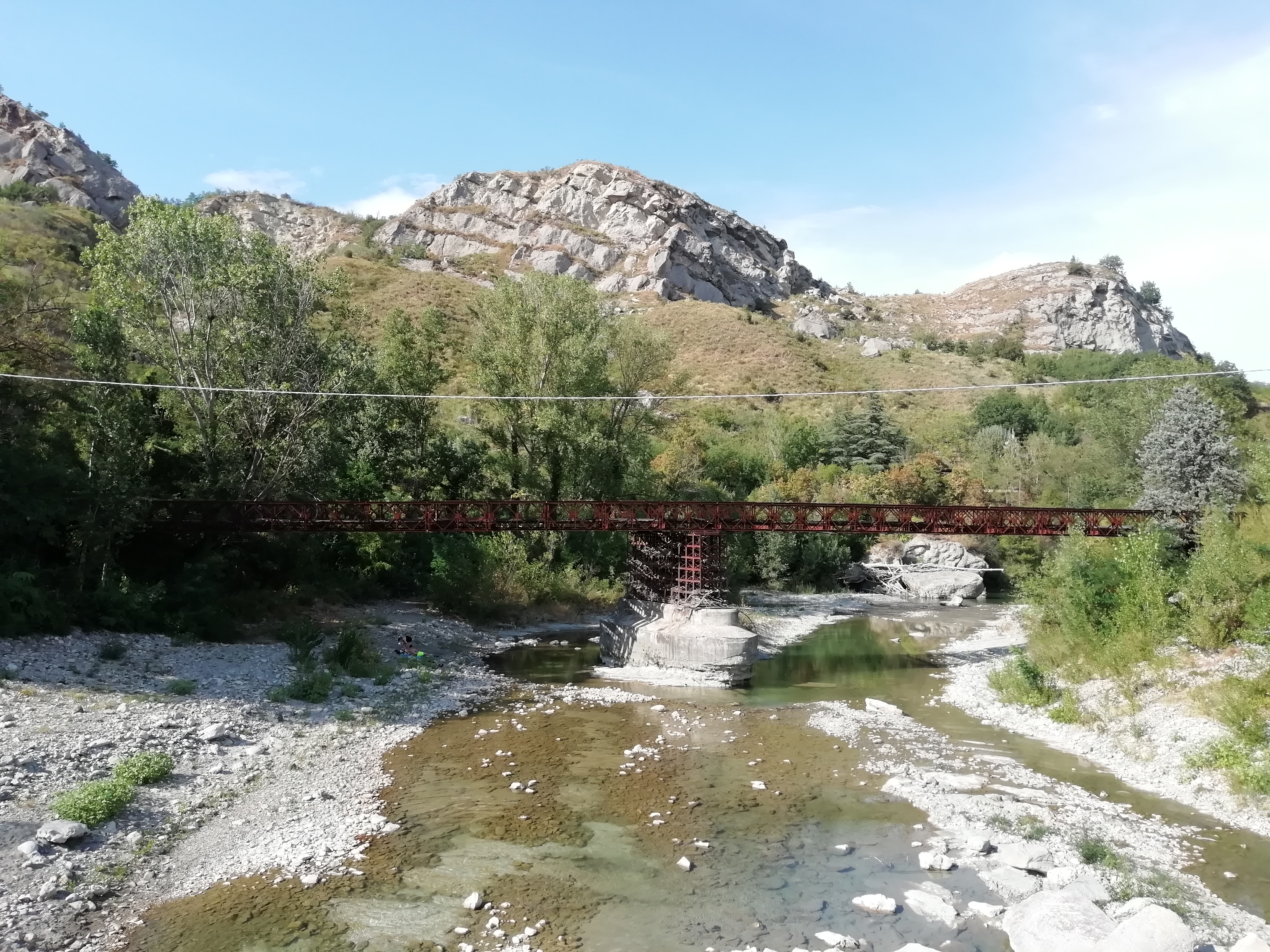
Il ponte Bailey a Rineggio, nei pressi di Borgo Tossignano. Collocato sul Santerno nel 1945, fu spostato nel 1952. Oggi necessita di restauri.

L'ultimo conflitto mondiale vide la zona teatro di tragici eventi. Nel settembre del 1944 Tossignano fu presidiata per dodici giorni da forze partigiane, ma poi i tedeschi ripresero la cittadina. Nel tardo autunno l'avanzata alleata si arrestò: il fronte rimase fermo per 4 mesi.
 All'inizio del 1945, una formazione di partigiani della 36ª Brigata Garibaldi entrò a Borgo e lo tenne fino all'offensiva dell'aprile 1945, quando il paese fu liberato dalle truppe dell'VIII Armata britannica, sotto il cui comando operava il gruppo di combattimento "Folgore", e la popolazione poté tornare e dedicarsi alla ricostruzione dell'abitato.

Nel 1957 la sede comunale è stata trasferita a Borgo da Tossignano, che è diventato frazione.

### Simboli
Lo stemma comunale odierno riprende il disegno riprodotto nel gonfalone del comune di Tossignano. L'aquila, che figurava in una pergamena del 1503 conservata nella biblioteca di Imola, è quasi certamente derivata dallo stemma degli Alidosi, signori di quella città e che governavano anche sui centri minori vicini. Lo stemma di Tossignano, ora di Borgo Tossignano, è stato riconosciuto con decreto del capo del governo del 22 ottobre 1936. Il suo utilizzo è stato autorizzato dal prefetto di Bologna con decreto del 1961.
Il gonfalone, concesso con regio decreto del 1º febbraio 1940, è un drappo di azzurro.

## Monumenti e luoghi d'interesse
Il Ministero della cultura recensisce 8 beni architettonici tutelati nel comune., ai quali si aggiungono quelli senza tutele.

### Architetture religiose
- Santuario di Riviera: luogo di culto intitolato alla Madonna della Visitazione, in stile tardo-romanico, risalente al secolo XIV.[10] Il complesso chiesa, campanile e convento, costruito completamente in sassi, è il più antico di tutta la Valle del Santerno. Il monastero, inoltre, è l'unica struttura conventuale rimasta nella zona.
- Santuario della Madonna del Buon Consiglio: chiesetta di forma rettangolare con navata unica. Edificata alla metà del XVIII secolo in ricordo del salvataggio del paese da una piena del Santerno del 13 ottobre 1756, vi fu venerata un'immagine della Vergine, che il 15 ottobre 1780 fu trasferita nella chiesa parrocchiale. Il santuario fu interamente ricostruito nel XX secolo[11].
- Chiesa parrocchiale di San Girolamo, campanile e canonica, a Tossignano (al suo interno è custodito un organo positivo del 1699 perfettamente funzionante)
- Chiesa di San Michele Arcangelo, a Tossignano
- Chiesa di Sant'Andrea
- Chiesa di San Geminiano, a Codrignano

### Architetture civili e militari
- Resti della Rocca di Tossignano
- Cisterna[9]
- Palazzo baronale[9]
- Edificio I.A.C.P. di via San Rocco, 6[9][12]
- Villa Santa Maria e parco[9]
- Ponte Bailey di Rineggio[9]
- Cimitero[9][13]

### Aree e monumenti naturali
- Parco regionale della Vena del Gesso Romagnola, che in parte si estende nel territorio comunale
- Tasso monumentale alto 12 metri, con una circonferenza di 2,8 metri, che si trova in via Chiusa, a Linaro.

## Società

### Evoluzione demografica
Abitanti censiti

#### Variazione della popolazione
Variazione della popolazione residente a Borgo Tossignano dal 2006 al 2018.
| Data     | Abitanti | Variazione | Italiani | Variazione | Stranieri   | Variazione |
| -------- | -------- | ---------- | -------- | ---------- | ----------- | ---------- |
| 1-1-2006 | 3 258    |            | 2 911    |            | 347 (10,7%) |            |
| 1-1-2010 | 3 313    | + 1,7%     | 2 953    | + 1,4%     | 360 (10,9%) | + 3,7%     |
| 1-1-2014 | 3 332    | + 0,6%     | 2 910    | - 1,5%     | 422 (12,7%) | + 17,2%    |
| 1-1-2018 | 3 240    | - 2,8%     | 2 890    | - 0,7%     | 350 (10,8%) | - 17,1%    |

### Etnie e minoranze straniere
Composizione della popolazione straniera a Borgo Tossignano al 1º gennaio 2018.
1. Marocco, 135 - 38,57%
2. Albania, 89 - 25,43%
3. Romania, 54 - 15,43%
4. Pakistan, 25 - 7,14%

### Religione

#### Cristianesimo
Nel comune di Borgo Tossignano sono presenti tre parrocchie facenti parte della diocesi di Imola: Borgo Tossignano (principale), Tossignano e Codrignano. Da segnalare che Tossignano è il luogo natale di papa Giovanni X. 
Tra Borgo Tossignano e Casalfiumanese si trova il santuario della Madonna di Riviera. Vi si venera un'immagine della Vergine, una tavoletta policroma, la cui presenza è attestata fin dal 1448. Fu il frutto di un'apparizione a una fanciulla del posto di nome Cornelia. È invocata come protezione da tutte le calamità naturali. La sua ricorrenza cade il 2 luglio.
Nella chiesa arcipretale è venerata l'immagine della Beata Vergine del Buon Consiglio. Il 13 ottobre 1756 il paese venne risparmiato dallo straripamento del fiume Santerno, che passa vicino all'abitato. Gli abitanti attribuirono alla Madonna ed alla sua intercessione divina il merito dello scampato pericolo. Per ringraziarla dell'aiuto ricevuto, l'anno successivo furono indetti festeggiamenti in suo onore. La «Festa d'e' Borg» si tiene ininterrottamente dal 1757 ogni terza domenica di ottobre ed è organizzata sin dalla prima edizione da una locale Confraternita.

#### Altre religioni
A Borgo Tossignano è presente anche una moschea, costruita e gestita dalla comunità islamica della vallata.

## Cultura

### Istruzione
- Biblioteca comunale "Mario Visani", inaugurata nel 1982

### Musei
- Museo della cultura materiale di Tossignano, costituito nel 1999;
- Museo geologico della Vena del gesso Romagnola, nel Palazzo baronale di Tossignano, è stato inaugurato nel 2022[17][18];
- Il centro visite "I gessi e il fiume", fondato nel 1998 a Tossignano e allestito un tempo nel Palazzo Baronale, è stato trasferito alla Casa del Fiume di Borgo Tossignano[19]; è uno dei centri visite del Parco regionale della Vena del Gesso Romagnola.

### Eventi e ricorrenze
a Borgo
- «Sagra dei maccheroni» (nata nel 1901, si tiene il martedì grasso)
- Lom a Mèrz (28 o 29 febbraio)
- «Festa del Risveglio» (ultimo fine settimana di marzo)
- «Sagra di San Bartolomeo», ripresa nel 1987[20] (Festa del patrono, 24 agosto)
- «Festa della Vergine del Buon Consiglio», dal 1757 (terzo fine settimana di ottobre)
- «Borgo e Motori», tenutasi inizialmente l'ultimo fine settimana di settembre, poi spostata all'ultimo fine settimana di aprile a partire dalla seconda edizione nel 2024

a Tossignano
a Codrignano
- «Festa del garganello», prima fine settimana di settembre
- «Festa dla béra», ultimo fine settimana di aprile, poi spostata a Borgo nel 2024 per coincidere con Borgo e Motori

## Amministrazione
Il Comune di Borgo Tossignano fa parte dell'unione dei comuni denominata Nuovo Circondario Imolese.

### Sindaci precedenti
| Periodo           | Periodo           | Primo cittadino  | Partito                       | Carica  | Note                                                  |
| ----------------- | ----------------- | ---------------- | ----------------------------- | ------- | ----------------------------------------------------- |
| 1964              | 16 marzo 1974     | Aldo Morara      | Partito Comunista Italiano    | Sindaco | Confermato il 1º luglio 1970; dimissionario nel 1974. |
| 16 marzo 1974     | 27 settembre 1978 | Remo Ferdori     | Indipendente (Giunta PCI-PSI) | Sindaco | Confermato l'11 luglio 1975. Dimissionario nel 1978.  |
| 27 settembre 1978 | 14 aprile 1988    | Franco Lorenzi   | Partito Comunista Italiano    | Sindaco | Confermato nel 1980 e nel 1985.                       |
| 15 aprile 1988    | 17 gennaio 1992   | Aldo Morara      | Partito Comunista Italiano    | Sindaco | Secondo mandato. Rieletto il 15 giugno 1990.          |
| 18 gennaio 1992   | 23 aprile 1995    | Benito Monti     | PSI (Pentapartito)            | Sindaco |                                                       |
| 24 aprile 1995    | 13 giugno 2004    | Costanzo Versari | Indipendente lista civica     | Sindaco | Confermato il 14 giugno 1999.                         |
| 14 giugno 2004    | 25 maggio 2014    | Stefania Dazzani | lista civica                  | Sindaco | Confermata l'8 giugno 2009.                           |

### Gemellaggi
Borgo Tossignano è gemellata con:
- Ripalimosani, dal 22 agosto 1981